# Orcevia shuyuani
Espèce
Orcevia shuyuani est une espèce d'araignées aranéomorphes de la famille des Salticidae.

## Distribution
Cette espèce est endémique du Hunan en Chine,. Elle se rencontre dans le xian de Yizhang.

## Description
La carapace du mâle holotype mesure 2,73 mm et l'abdomen 2,76 mm et la carapace de la femelle paratype 2,28 mm et l'abdomen 2,67 mm.

## Systématique et taxinomie
Cette espèce a été décrite par Yu et Zhang en 2023.

## Étymologie
Cette espèce est nommée en l'honneur de Shu-yuan Zhang.

## Publication originale
- Yu, Maddison & Zhang, 2023 : « Taxonomic revision of Orcevia Thorell, 1890, with description of fifteen new species (Araneae, Salticidae, Euophryini). » Zootaxa, no 5384(1), p. 1-79.